# Desigualdad de McMillan
La desigualdad de McMillan es un teorema de la teoría de códigos que reduce la existencia de códigos unívocamente descifrables al cumplimiento de la desigualdad de Kraft. Es decir, si existe un código unívocamente descifrable con longitudes de palabra prescritas entonces es un código instantáneamente descifrable que satisface la desigualdad de Kraft.
- Datos: Q5804247